# 세이로정
세이로정(일본어: 聖籠町 세이로마치[*])은 일본 니가타현 기타칸바라군의 정이다.

## 인접한 자치체
- 니가타시(기타구)
- 시바타시

## 역사
- 1889년 4월 1일 - 정촌제 시행에 따른 행정구역 합병으로 세이로촌, 하스다촌, 후지이촌, 가메시로촌이 성립하였다.
- 1906년 4월 1일 - 세이로촌, 하스다촌, 후지이촌이 합병해 세이로촌이 되었다.
- 1955년 3월 - 세이로촌이 가메시로촌과 합병해 세이로촌이 되었다.
- 1977년 8월 - 정으로 승격하였다.

## 교통

### 도로
- 니혼카이토호쿠 자동차도
- 국도 7호선
- 국도 113호선